# 青木省三
青木 省三（あおき しょうぞう、1952年 - ）は、日本の精神科医。広島市生まれ。

## 略歴
広島大学附属高等学校を経て1977年岡山大学医学部卒業。90年「青年期におけるヒステリー性神経症の臨床的研究」で岡山大学より医学博士の学位を取得。
岡山大学医学部神経精神医学教室助教授、97年川崎医科大学精神科学教室教授。2018年公益財団法人慈圭会精神医学研究所所長・川崎医科大学名誉教授。専門は、青年期精神医学と精神療法。

## 著書
- 『思春期こころのいる場所 精神科外来から見えるもの』岩波書店　1996
- 『僕のこころを病名で呼ばないで 思春期外来から見えるもの』岩波書店　2005　のちちくま文庫
- 『精神科臨床ノート』日本評論社　2007　こころの科学叢書
- 『時代が締め出すこころ 精神科外来から見えること』岩波書店　2011
- 『ぼくらの中の発達障害』ちくまプリマー新書、2012
- 『精神科治療の進め方』日本評論社 2014
- 『こころの病を診るということ　私の伝えたい精神科診療の基本』医学書院　2017
- 『ぼくらの中の「トラウマ」』ちくまプリマー新書　2020
- 『思春期の心の臨床 第三版：日常診療における精神療法』金剛出版　2021
- 『ぼくらの心に灯ともるとき』創元社 2022

## 共編著
- 『青年期精神科の実際』編著　新興医学出版社　1992
- 『青年期の精神医学』清水將之共編　金剛出版　1995
- 『心理療法の基本 日常臨床のための提言』村瀬嘉代子共著　金剛出版　2000
- 『精神医学』第5版　大月三郎,黒田重利共著　文光堂　2003
- 『心理療法とは何か 生きられた時間を求めて』村瀬嘉代子共著　金剛出版　2004
- 『すべてをこころの糧に 心理援助者のあり方とクライエントの現実生活』村瀬嘉代子共編　金剛出版　2004
- 『心理療法における支持』塚本千秋共編著　日本評論社　2005
- 『心理臨床という営み 生きるということと病むということ』滝川一廣共編　金剛出版　2006
- 『専門医のための精神科臨床リュミエール 11　精神療法の実際』中川彰子共責任編集　中山書店　2009
- 『専門医のための精神科臨床リュミエール 23　成人期の広汎性発達障害』村上伸治共責任編集 中山書店 2011
- 『専門医から学ぶ児童・青年期患者の診方と対応』村上伸治共編　医学書院　2012　精神科臨床エキスパート
- 『心理療法の基本[完全版]』村瀬嘉代子共著　金剛出版 2014
- 『大人の発達障害を診るということ: 診断や対応に迷う症例から考える』村上伸治共編 医学書院 2015
- 『精神科臨床を学ぶ　症例集』編著 日本評論社 2018
- 『大人のトラウマを診るということ：こころの病の背景にある傷みに気づく』村上伸治/鷲田健二共編 医学書院 2021
- 『子どものこころと脳 発達のつまずきを支援する』福田正人共編　日本評論社2022

## 翻訳
- デレック・スタインバーグ『思春期青年期の精神医学 心理士・ケースワーカー・教師・ナース・精神科医のための』古元順子共監訳　二瓶社　1992
- ジェフリー・K.ザイク『ミルトン・エリクソンの心理療法 出会いの三日間』中野善行共監訳　二瓶社　1993
- シドニー・ローゼン編『私の声はあなたとともに ミルトン・エリクソンのいやしのストーリー』中野善行共監訳　二瓶社　1996
- グラハム・ソーニクロフト『精神障害者差別とは何か』諏訪浩共監訳　日本評論社　2012